# Civilizacija
Civilizacija (latinski) ili uljudba (neologisam) je ukupnost svih znanja, vještina, običaja, misaonih i duhovnih spoznaja kod razvijenih ljudskih zajednica; 
- također: razdoblje ljudskog društva koje slijedi nakon njegovih primitivnih faza;
- također: skup materijalnih i duhovnih stečevina određenog društva.

## Nastanak pojma
Pojam su uveli francuski prosvjetitelji u 18. st., kao antitezu neprosvijećenog doba feudalizma; u prvotnom se značenju pojam vezuje uz znanost i napredak.
Korijen riječi obuhvaća grad (lat. civis) ili gradnju.
Blisko pojmu civilizacija je i kultura, lat. obrađivanje zemljišta.
Početkom 19. st. postaje sinonim za najviši stupanj razvoja materijalne i duhovne kulture, a u 20. st. pod utjecajem sociološko-antropoloških istraživanja počinje se govoriti o posebnim civilizacijama (pretpovijesna, plemenska, antička, helenska, stara meksička civilizacija i dr.).
Hrvatska riječ uljudba pojavljuje se u rječnicima iza 1870. godine (Bogoslav Šulek i Ivan Filipović) kao zamjenbenica za međunarodnu i svesvjetsku riječ civilizacija (koju je skovao Mirabeau 1756. u raspravi L'ami de l'Homme).

## Poveznice
- Kultura
- Antropologija
- Drevni Egipat
- Drevna Mezopotamija
- Stara Grčka
- Stari Rim

## Vanjske poveznice

### Ostali projekti
|  | Zajednički poslužitelj ima još gradiva o temi Uljudba |
|  | Wječnik ima rječničku natuknicu uljudba               |

- Uvod u socijalnu makrodinamiku (en)
- uspon i pad civilizacije.  Arhivirana inačica izvorne stranice od 12. listopada 2017. (Wayback Machine)